# 全新世
| 第四紀的下級劃分 | 第四紀的下級劃分 | 第四紀的下級劃分 | 第四紀的下級劃分 |
| 紀               | 世               | 期               | 年代 (万年)      |
| ---------------- | ---------------- | ---------------- | ---------------- |
| 第四紀           | 全新世           | 梅加拉亚期       | 0--0.42          |
| 第四紀           | 全新世           | 诺斯格瑞比期     | 0.42--0.82       |
| 第四紀           | 全新世           | 格陵兰期         | 0.82--1.17       |
| 第四紀           | 更新世           | 晚更新期         | 1.17--12.6       |
| 第四紀           | 更新世           | 千葉期           | 12.6--77.3       |
| 第四紀           | 更新世           | 卡拉布里亞期     | 77.3--180        |
| 第四紀           | 更新世           | 格拉斯期         | 180--258         |
| 新近紀           | 上新世           | 皮亚琴期         | 以前             |

全新世（英語：Holocene，發音：/ˈhɒl.əsiːn/）旧称冲积世（Alluvium，該詞彙現指沖積層），是地球历史上最年轻的地质年代，属于显生宙新生代第四纪，承接更新世，始于11700年前（或公元前9,700年）新仙女木期的结束。
2018年7月，国际地质科学联合会根据气候将全新世划分为三个阶段：格陵兰期（11,700年前至8,200年前）、诺斯格瑞比期（8,200年前至4,200年前）和梅加拉亚期（4,200年前至现在）。此划分由国际地层委员会提出，认为全新世持续至今。格陵兰期以冰期后的气候变暖为特征。诺斯格瑞比期则因冰川融化导致的海洋环流中断，引发大范围的气候变冷。现今的梅加拉亚期始于一场持续约200年的极端干旱。
但也有學者提出第一次工业革命後應該另分為人類世，因此全新世应只包括人类前工业时期。人類世是由1995年諾貝爾獎得主，荷蘭大氣化學家保羅·克魯岑（Paul Crutzen）於2000年提出。一些學者例如威廉·拉迪曼則將人類世拉到更早的時期，例如人類開始務農的時期。人类世工作组则建议将1945年7月16日人类首次进行原子弹测试的时间定为人类世的开始。但在2024年3月，國際地質科學聯合會以12比4（2票棄權）否決。
全新世的英文名称“Holocene”源自希腊语（完全的）和（新的），表示“完全新近的”。这个概念表达了这个地质时期是“全新的”。“-cene”作为后缀，用于新生代所有七个地质时期的命名中。
全新世的气候变化与人类社会的发展（包括新石器革命、史前青铜时期和信史时代）有密切的关系，因此详细研究全新世的气候和环境变化至关重要。研究全新世气候变化的主要材料包括高纬度和高海拔冰芯、湖泊沉积物纪录、树轮、石笋及其他洞穴沉积物，高沉积速率的深海沉积物等。
格陵兰岛的冰芯记录提供了年纪分辨率的气候变化，它显示了自新仙女木期结束后全新世气候最适宜期的气温很稳定。但这种稳定的气温变化学说受到越来越多的挑战，許多研究表明全新世的气候变化同样很明显，并且呈现一定的周期性。目前全新世气候变化的原因仍在进一步探讨之中。

## 撞擊事件
最近發現了許多件在全新世的隕石事件，地點包括歐洲、印度洋和西伯利亞，例如位於馬達加斯加外海現在作為代表的伯克爾坑或是德國的基姆高撞擊坑，它們都被認為是撞擊的結果。可能由於早期歷史上發生的大海嘯，戲劇性的影響了人類文化，或許啟發了大洪水或類似挪亚方舟的神話故事。此種波浪的沖刷也許和劇烈的天氣變化一起作用，造成突然且巨大的侵蝕破壞了陸橋。各式各樣的洪水，也包括氣候變化和地震斷層線造成海洋地棚受到侵蝕而脆弱。